# Negrar
Negrar és un municipi de la província de Verona, al Vèneto (Itàlia), amb 17.089 habitants, a la plana del Valpolicella. Està ubicada a 110 quilòmetres de Venècia i a 12 de Verona. És una vila agrícola que produeix vi, cireres, i altres fruits. Entre els vins destaquen el Valpolicella, Amarone i el Recioto. Des del 2006 s'hi organitza cada anys el premi literari Emilio Salgari, per guardonar la literatura d'aventures.
En temps prehistòrics, va ser el centre dels Arusnati, una població poc coneguda de possibles orígens mixtes. A l'Edat Mitjana va ser una ciutat lliure fins que va ser adquirida per l'Scaliger de Verona, al segle xiv. Posteriorment va formar part de la República de Venècia.

## Llocs d'interés
- Vil·la Rizzardi Guerrieri
- Vil·la Bertani-Mosconi

## Persones
- Emilio Salgari (1862-1911), escriptor